# Uzinia hyas
Uzinia hyas là một loài bướm đêm trong họ Noctuidae.